# Gymnopleurus reichei
Gymnopleurus reichei är en skalbaggsart som beskrevs av Waterhouse 1890. Gymnopleurus reichei ingår i släktet Gymnopleurus och familjen bladhorningar. Inga underarter finns listade i Catalogue of Life.